# Fexuprazán
El fexuprazán es un medicamento para el tratamiento de la enfermedad por reflujo gastroesofágico (ERGE). Es un antiácido potasio-competitivo.
El fexuprazán está aprobado para su uso en Corea del Sur y México.